# Mustis
Mustis, pseudonimo di Øyvind Johan Mustaparta (Bærum, 10 settembre 1979), è un polistrumentista norvegese.

## Biografia
È noto per essere stato tastierista della symphonic black metal band norvegese Dimmu Borgir.
Si è unito ai Dimmu Borgir nel 1998, sostituendo Stian Aarstad e contribuendo all'impronta sinfonica della band con le sue parti melodiche di tastiera.
Un suo importante contributo può essere ascoltato nella canzone Progenies of the Great Apocalypse (ideata da lui) sull'album Death Cult Armageddon del 2003.
Prima di entrare nei Borgir (con cui si è esibito per la prima volta al Dynamo Open Air festival nell'estate del 1998) ha suonato con i Vidder, band con cui suonava ai tempi della scuola. Inoltre nel 1999 si unì ai Seven Sins (futuri Susperia), con cui ha inciso il demo Illusions of Evil, pubblicato nel 2000, lasciando poi la band lo stesso anno.
Gli album nei quali Mustis ha suonato includono Spiritual Black Dimensions (1999), Puritanical Euphoric Misanthropia (2001), Death Cult Armageddon (2003), Stormblåst MMV (2005) e il recente In Sorte Diaboli (2007). Oltre a suonare le tastiere, il piano e i sintetizzatori, suona anche chitarra, violino, batteria, flauto di Pan e armonica a bocca.

Il 31 agosto 2009 viene ufficialmente licenziato dalla band, tramite uno scarno comunicato ufficiale, in cui è riportato come motivo le differenze musicali, benché il vero motivo non sia ben noto. Il tastierista afferma inoltre di essere stato licenziato tramite SMS e che il vero motivo sia perché rivendicava diritti su alcune canzoni dei Dimmu Borgir, affermando che le tastiere avevano un ruolo fondamentale nei brani del gruppo.
Il 29 ottobre 2010 Mustis ha dichiarato di essere tornato a far parte dei Susperia, con i quali ha cominciato ad esibirsi agli inizi del 2011.

## Discografia

### Dimmu Borgir
- 1999 - Spiritual Black Dimensions
- 2001 - Puritanical Euphoric Misanthropia, Alive in Torment (EP live)
- 2003 - Death Cult Armageddon
- 2005 - Stormblåst MMV
- 2007 - In Sorte Diaboli

### Susperia
- 2000 - Illusions of Evil